# Liên Nghĩa (thị trấn)
Liên Nghĩa là thị trấn huyện lỵ của huyện Đức Trọng, tỉnh Lâm Đồng, Việt Nam.

## Địa lý
Thị trấn Liên Nghĩa nằm ở trung tâm huyện Đức Trọng, cách thành phố Đà Lạt khoảng 30 km về phía nam và có vị trí địa lý:
- Phía đông giáp xã Hiệp Thạnh và huyện Đơn Dương
- Phía tây giáp xã N'Thol Hạ và xã Tân Hội
- Phía nam giáp xã Phú Hội
- Phía bắc giáp xã Liên Hiệp.

Thị trấn Liên Nghĩa có diện tích 37,76 km², dân số năm 2022 là 57.461 người, mật độ dân số đạt 1.521 người/km².

## Hành chính
Thị trấn Liên Nghĩa được chia thành 34 tổ dân phố: từ 1 đến 34.

## Lịch sử
Ngày 6 tháng 3 năm 1984, Hội đồng Bộ trưởng ban hành Quyết định số 38-HĐBT về việc thành lập thị trấn Liên Nghĩa trên cơ sở toàn bộ diện tích và dân số của xã Tùng Nghĩa, một phần diện tích và dân số của xã Liên Hiệp (gồm toàn bộ thôn Liên Hiệp và xóm I của thôn Tân Hiệp).
Ngày 30 tháng 6 năm 2009, Bộ Xây dựng ban hành Quyết định số 716/QĐ-BXD về việc công nhận thị trấn Liên Nghĩa là đô thị loại IV.
Ngày 12 tháng 7 năm 2017, HĐND tỉnh Lâm Đồng ban hành Nghị quyết số 50/2017/NQ-HĐND về việc:
- Thành lập tổ dân phố 1 trên cơ sở tổ dân phố 7 và tổ dân phố 9.
- Thành lập tổ dân phố 2 trên cơ sở tổ dân phố 11, tổ dân phố 13 và một phần tổ dân phố 15.
- Thành lập tổ dân phố 3 trên cơ sở tổ dân phố 19, tổ dân phố 23 và phần còn lại của tổ 15.
- Thành lập tổ dân phố 4 trên cơ sở tổ dân phố 17 và tổ dân phố 21.
- Thành lập tổ dân phố 5 trên cơ sở tổ dân phố 25 và tổ dân phố 27.
- Thành lập tổ dân phố 6 trên cơ sở tổ dân phố 29 và tổ dân phố 31.
- Thành lập tổ dân phố 7 trên cơ sở tổ dân phố 41 và một phần tổ dân phố 39.
- Thành lập tổ dân phố 8 trên cơ sở tổ dân phố 35, tổ dân phố 37, một phần của tổ dân phố 39 và một phần tổ dân phố 45.
- Thành lập tổ dân phố 9 trên cơ sở tổ dân phố 43 và phần còn lại của tổ dân phố 45.
- Thành lập tổ dân phố 10 trên cơ sở tổ dân phố 32 và tổ dân phố 33.
- Thành lập tổ dân phố 11 trên cơ sở tổ dân phố 47 và tổ dân phố 49.
- Thành lập tổ dân phố 12 trên cơ sở tổ dân phố 34 và tổ dân phố 36.
- Thành lập tổ dân phố 13 trên cơ sở tổ dân phố 51 và tổ dân phố 53.
- Thành lập tổ dân phố 14 trên cơ sở tổ dân phố 38 và tổ dân phố 40.
- Thành lập tổ dân phố 15 trên cơ sở tổ dân phố 55 và tổ dân phố 57.
- Thành lập tổ dân phố 16 trên cơ sở tổ dân phố 48 và một phần của tổ dân phố 50.
- Đổi tên tổ dân phố 59 cũ thành tổ dân phố 17.
- Thành lập tổ dân phố 18 trên cơ sở tổ dân phố 54 và một phần của tổ dân phố 52.
- Đổi tên tổ dân phố 61 cũ thành tổ dân phố 19.
- Đổi tên tổ dân phố 1 cũ thành tổ dân phố 20.
- Thành lập tổ dân phố 21 trên cơ sở tổ dân phố 2 và tổ dân phố 3.
- Thành lập tổ dân phố 22 trên cơ sở tổ dân phố 4 và tổ dân phố 5.
- Thành lập tổ dân phố 23 trên cơ sở tổ dân phố 6 và tổ dân phố 8.
- Đổi tên tổ dân phố 10 cũ thành tổ dân phố 24.
- Thành lập tổ dân phố 25 trên cơ sở tổ dân phố 12 và tổ dân phố 14.
- Thành lập tổ dân phố 26 trên cơ sở tổ dân phố 16 và tổ dân phố 18.
- Đổi tên tổ dân phố 20 cũ thành tổ dân phố 27.
- Thành lập tổ dân phố 28 trên cơ sở tổ dân phố 22 và tổ dân phố 24.
- Thành lập tổ dân phố 29 trên cơ sở tổ dân phố 26 và tổ dân phố 30.
- Thành lập tổ dân phố 30 trên cơ sở tổ dân phố 28 và tổ dân phố 46.
- Thành lập tổ dân phố 31 trên cơ sở tổ dân phố 42 và tổ dân phố 44.
- Thành lập tổ dân phố 32 trên cơ sở tổ dân phố 56, phần còn lại của tổ dân phố 52 và một phần tổ dân phố 50.
- Thành lập tổ dân phố 33 trên cơ sở tổ dân phố 58 và phần còn lại của tổ dân phố 50.
- Đổi tên tổ dân phố 60 cũ thành tổ dân phố 34.
- Đổi tên tổ dân phố 62 cũ thành tổ dân phố 35.

Ngày 21 tháng 1 năm 2020, HĐND tỉnh Lâm Đồng ban hành Nghị quyết số 166/NQ-HĐND về việc sáp nhập tổ dân phố 35 vào tổ dân phố 34.